# جون بار (شاعر)
جون بار (بالإنجليزية: John Barr)‏ هو شاعر نيوزيلندي، ولد في 24 أكتوبر 1809، وتوفي في 18 سبتمبر 1889.